# Notoscincus butleri
Espèce
Notoscincus butleri est une espèce de sauriens de la famille des Scincidae.

## Répartition
Cette espèce est endémique d'Australie-Occidentale en Australie.

## Étymologie
Cette espèce est nommée en l'honneur de William Henry Butler.

## Publication originale
- Storr, 1979 : Five new lizards from Western Australia. Records of the Western Australian Museum, vol. 8, no 1, p. 134-142 (texte intégral).